# Galeazzo Bolzoni
Galeazzo Giuseppe Gaetano Carlo Bolzoni (Pavia, 9 giugno 1891 – Pavia, 1º dicembre 1971) è stato un ciclista su strada e pistard italiano, professionista dal 1909 al 1926. L'unico successo che colse in carriera fu la vittoria della Milano-Modena nel 1911.

## Palmarès
- 1911 (individuale, una vittoria)

Milano-Modena

## Piazzamenti

### Classiche monumento
- Milano-Sanremo

1911: 21º